# Twinkle Twinkle A.B.C-Z
「Twinkle Twinkle A.B.C-Z」（トゥインクル・トゥインクル・エービーシーズィー）は、男性アイドルグループ・A.B.C-Zの3枚目のDVD。2013年3月6日にポニーキャニオンから発売。
表題曲「Twinkle Twinkle A.B.C-Z」のミュージック・ビデオや「A.B.C-Zコント」の映像を収録。初回限定盤はライブなどで披露してきた楽曲を収めたCDを同梱している。

## 特典
- 初回限定盤 - B2判ポスター（CD付き初回限定盤ver.）[2]
- 通常盤 - B2判ポスター（通常盤ver.）[2]
- “1st Anniversary”ローソンHMV限定盤 - 1st Anniversaryブックレット(CDジャケットサイズ12ページ)[2]
- A.B.C-Z SHOP盤 - A.B.C-Z SHOPバッグ仕様 A.B.C-Z 1st Anniversaryマフラータオル[2]

## 収録内容

### DVD

#### 本編映像
1. 「Twinkle Twinkle A.B.C-Z」Music Clip
作詞：ジョーイ・カルボーン・ Jayda Jeon・Komei Kobayashi・A.B.C-Z、作曲：Jayda Jeon・ジョーイ・カルボーン、編曲：生田真心[3]
  - 「きらきら星（Twinkle Twinkle Little Star）」をベースとした楽曲[4][5]。
  - Music ClipにはA.B.C-Z（橋本良亮、戸塚祥太、河合郁人、五関晃一、塚田僚一）に加えて、ジャニーズJr.（岩本照、佐久間大介、宮舘涼太、渡辺翔太、深澤辰哉、安井謙太郎、萩谷慧悟、川島如恵留、森田美勇人、七五三掛龍也、宮近海斗、吉澤閑也、倉本郁、神宮寺勇太、中村嶺亜、羽生田挙武、髙橋颯、岩橋玄樹、松田元太、松倉海斗、林一平、橋本涼、羽場友紀、井上瑞稀、林蓮音、金田耀生、玉元風海人）が出演している[6]。
  - Music Clip冒頭の理容室でのコント部分の脚本は大森美香が手掛けた[7]。
2. 「Desperado」Dance Clip
3. A.B.C-Zコント
  1. 「全然頼りにならない救急隊員」
  2. 「スタメン」
  3. 「殺し屋」

#### 特典映像

##### CD付き初回限定盤
1. 「Twinkle Twinkle A.B.C-Z」CM映像

##### 通常盤・1st Anniversary”ローソンHMV限定盤・A.B.C-Z SHOP盤
※Music Clipは1st Anniversary”ローソンHMV限定盤のみ収録。
1. 「ずっとLOVE」Music Clip
2. 「Za ABC〜5stars〜」Music Clip
3. 「Twinkle Twinkle A.B.C-Z」Making (約28分収録)

### Special CD
※CD付き初回限定盤のみ
1. A to Z
作詞：ma-saya、作曲：山下和彰
2. 明日の為に僕がいる
作詞：キノシタトモヤ, 白井裕紀、作曲：オオヤギヒロオ
3. Crazy Accel
作詞：TAKESHI、作曲：前口渉
4. LET'S SING A SONG
作詞・作曲：ha-j
5. 砂のグラス
作詞：亜美、作曲：瀬川浩平
  - 1stDVDシングルカップリング
6. Za ABC〜5stars〜
作詞：作田雅弥、作曲：tommy clint
  - 1stDVDシングル